# Vuelo 61 de UPS Airlines
El Vuelo 61 de UPS Airlines era operado por un McDonnell Douglas MD-11 modificado para transportar carga desde el Aeropuerto de Seúl hasta el Aeropuerto de Anchorage, el vuelo se salió de la pista de aterrizaje mientras intentaba despegar.

## Aeronave

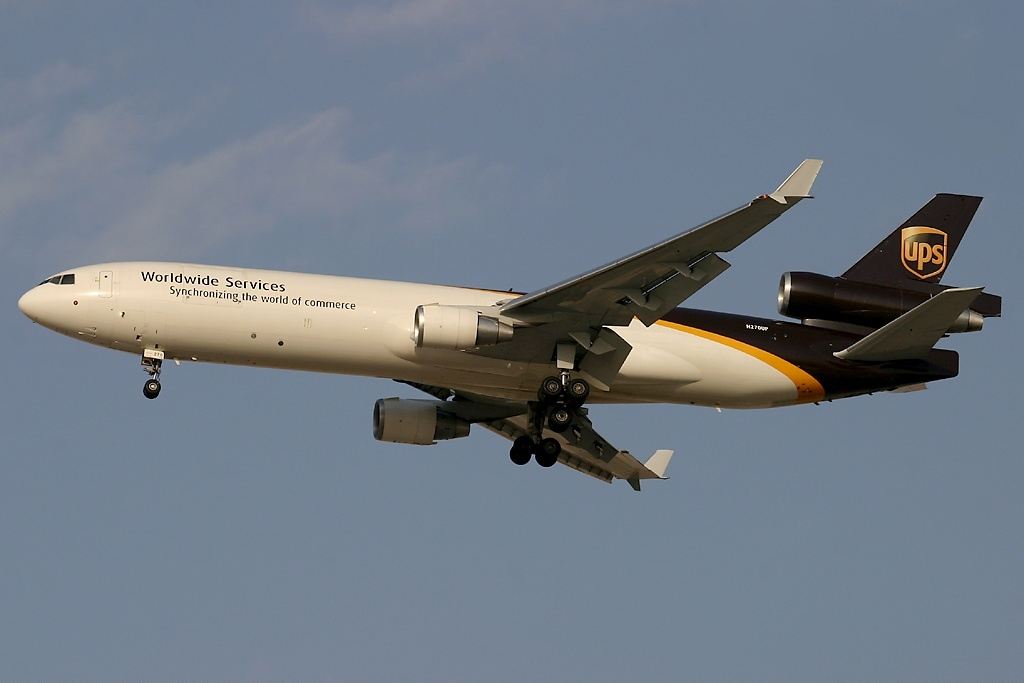
Un McDonnell Douglas MD-11F de UPS Airlines.

El vuelo 61, era McDonnell Douglas MD-11 operado por UPS Airlines, la tripulación se dirigía con  el vuelo Charter de carga desde el Aeropuerto Internacional de Seúl hasta el Aeropuerto Internacional de Anchorage.

## Accidente
El vuelo 61 de UPS, El vuelo, un avión de carga McDonnell Douglas MD-11F, se dirigía a Anchorage, Alaska. El vuelo llevaba 629 600 lb de carga, que estaba por debajo del peso máximo permitido de despegue de 630 500 lb. 
El vuelo 61 fue autorizado para despegar en la pista 33L,  La aeronave alcanzó la velocidad segura de despegue V1, después de alcanzar el V1, la tripulación escuchó una explosión, procedente del neumático n° 9 (el neumático izquierdo del tren de aterrizaje central). Después la aeronave se inclino a la izquierda cuando también se rompió el neumático n.º 10 del mismo tren de aterrizaje.
La aeronave comenzó a inclinarse y el ala rozará la pista 33L, Las fuertes fuerzas de vibración y provocaron entonces la rotura del tirante de arrastre inferior del tren de aterrizaje central.
La abrazadera de arrastre sufrió daños graves, Esto hizo una ruptura del sistema hidráulico del freno 1, lo que redujo la eficiencia de los frenos un 48%.
La tripulación se da cuenta se la situación y hacen que la nariz del vuelo se incline hacia abajo, después de hacerlo abortan el despegue con 4.635 pies de pista restantes, la aeronave comenzó a desacelerar. Pero los pilotos se dan cuenta de que no lograrán detenerse antes de sobre pasar el límite de la pista, El vuelo 61  requería una distancia de 5.550 pies para poder desacelerar desde la posición en la que se aborto el despegue. 
Finalmente los frenos se rompen y el tren de aterrizaje delantero colapsa y la nariz del MD-11 hace fricción con la pista, el vuelo sobre pasa el límite de la pista, el vuelo finalmente se detiene aproximadamente a 485 metros del final de la pista 33L, pero este mismo rompió las Antenas Guías para otros aviones, estás mismas fueron reparadas 3 meses después del Incidente.

## Investigación
Los investigadores de ARAIB llegaron al Aeropuerto Internacional de Seúl y descubrieron una  dificultad para determinar el rendimiento de vuelo de una aeronave después de V1 cuando la información disponible y la tripulación tienen poco tiempo para tomar una decisión de continuar o no el despegue durante una situación de emergencia.
El manual de operaciones de vuelo de UPS Airlines establece una norma que después de V1, no se recomienda rechazar el despegue de sus vuelos  a menos que el capitán note un comportamiento extraño en la aeronave o en el rendimiento del clima, esto hace que la aeronave no puede volar correctamente, pero el manual no establece una definición de "En caso de comportamiento extraño no se recomienda volar, ni tampoco continuar el despegue después de sobre pasar el V1".
Los investigadores de la ARAIB señala que sería beneficioso para la industria de la aviación proporcionar a las tripulaciones de vuelo definiciones de "En caso de comportamiento extraño no se recomienda volar, ni tampoco continuar el despegue después de sobre pasar el V1" y orientación y capacitación adicionales sobre cómo volar en caso del comportamiento anormal en el clima, y se sugirió entrenamiento en el rendimiento de vuelo en las aeronaves de UPS en ciertas circunstancias, especialmente después de sobre pasar un V1.

## Causa
Los investigadores de la ARAIB llegó a la conclusión de que después de producir la cancelación del despegue a alta velocidad  la llanta del tren de aterrizaje central y el defecto del tirante de arrastre, y se separa la pista, fueron causados por las fuertes presiones de las Fuerzas G.
El factor contribuyente es:
1. Tiempo limitado y indeficiencia de la información disponible en el manual de vuelo de UPS Airlines sobre la situación encontrada.
2. Posible fatiga del metal en el arrastre del tren de aterrizaje central después de la explosión del neumático.
3. Disminución y fallas en el rendimiento de frenado debido a la ruptura de la tubería hidráulica del sistema de frenos 1, y la pista mojada contribuyó a qué la aeronave no sé detuviera antes de la pista de despegue.